# Michael Storer
Michael Storer (født 28. februar 1997 i Perth) er en professionel cykelrytter fra Australien, der er på kontrakt hos Tudor Pro Cycling Team.
Ved Vuelta a España 2021 vandt han to etaper og den samlede bjergkonkurrence. En lille måned før vandt han det franske løb Tour de l'Ain.